# Combats de Vaux-Marie
Première Guerre mondiale
Batailles
Front d'Europe de l’Ouest
- Liège (8-1914)
- Namur (8-1914)
- Frontières (8-1914)
- Anvers (9-1914)
- Grande Retraite (9-1914)
- Marne (9-1914)
- Course à la mer (9-1914)
- Yser (10-1914)
- Messines (10-1914)
- Ypres (10-1914)
- Givenchy (12-1914)
- 1re Champagne (12-1914)
- Hartmannswillerkopf (1-1915)
- Neuve-Chapelle (3-1915)
- 2e Ypres (4-1915)
- Colline 60 (4-1915)
- Artois (5-1915)
- Festubert (5-1915)
- Quennevières (6-1915)
- Linge (7-1915)
- 2e Artois (9-1915)
- 2e Champagne (9-1915)
- Loos (9-1915)
- Verdun (2-1916)
- Redoute Hohenzollern (3-1916)
- Hulluch (4-1916)
- 1re Somme (7-1916)
- Fromelles (7-1916)
- Arras (4-1917)
- Vimy (4-1917)
- Chemin des Dames (4-1917)
- 3e Champagne (4-1917)
- 2e Messines (6-1917)
- Passchendaele (7-1917)
- Cote 70 (8-1917)
- 2e Verdun (8-1917)
- Malmaison (10-1917)
- Cambrai (11-1917)
- Bombardements de Paris (1-1918)
- Offensive du Printemps (3-1918)
- Lys (4-1918)
- Aisne (5-1918)
- Bois Belleau (6-1918)
- 2e Marne (7-1918)
- 4e Champagne (7-1918)
- Château-Thierry (7-1918)
- Le Hamel (7-1918)
- Amiens (8-1918)
- Cent-Jours (8-1918)
- 2e Somme (9-1918)
- Bataille de la ligne Hindenburg
- Meuse-Argonne (10-1918)
- Cambrai (10-1918)

Front italien
Front d'Europe de l’Est
Front des Balkans
Front du Moyen-Orient
Front africain
Bataille de l'Atlantique
Les combats de Vaux-Marie opposent, du 7 au 10 septembre 1914 pendant la Première Guerre mondiale, le 6e corps du général Verraux, de la 3e armée française du général Sarrail au XIIIe corps de la Ve armée allemande commandée par le Kronprinz. Pendant que la bataille de la Marne se déroule plus à l'ouest, la Ve armée allemande tente d'enfoncer les lignes françaises pour empêcher un transfert de troupes vers la Marne et pour tenter d'encercler la place fortifiée de Verdun.
Après trois jours de combats particulièrement meurtriers, les troupes françaises réussissent à bloquer l'avance allemande. Le 10 septembre 1914, l'armée du Kronprinz entame un repli de 30  à   40 km pour s'aligner avec les autres armées allemandes.
Une partie des combats est racontée par Maurice Genevoix, sous-lieutenant du 106e RI qui y prit part, dans son livre Sous Verdun.

## Déroulement de la bataille
Le 29e bataillon de chasseurs à pied, appuyé par des fractions des 67e et 106e régiments d'infanterie et par le 25e bataillon de chasseurs à pied repousse l'attaque lancée par le Kronprinz allemand Guillaume de Prusse contre le centre de la 3e armée française.
Les unités du 6e corps d'armée occupant le front Lisle-en-Barrois - Seraucourt résistent héroïquement et brisent l'assaut allemand.
Le 3e bataillon du 61e régiment d'infanterie territorial nettoie le champ de bataille du 16 au 25 septembre.

## Bilan

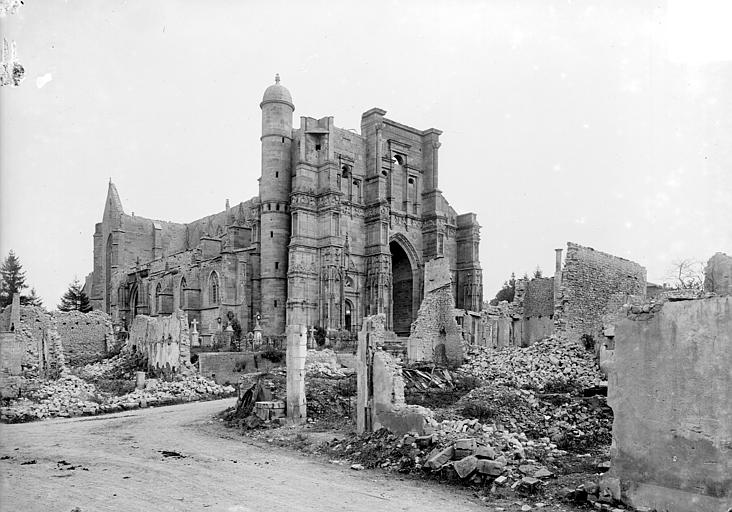
L'église de Rembercourt en 1915, après les dommages subis lors des combats de Vaux-Marie.